# Josef Maria Eder
Josef Maria Eder (16 tháng 3 năm 1855 - 18 tháng 10 năm 1944) là một nhà hoá học người Áo chuyên về lĩnh vực hoá học nhiếp ảnh.

## Thành tựu
Vào năm 1884, ông nhận được Huy chương Tiến bộ của Hiệp hội Nhiếp ảnh Đảo Anh (ngày nay còn được gọi là Hiệp hội Nhiếp ảnh Hoàng gia (RPS)).
- Giải Lieben, 1895
- Huy chương Wilhelm Exner, 1923

1. ↑  Royal Photographic Society. Progress medal. Web-page listing people, who have received this award since 1878 ("Archived copy". Bản gốc lưu trữ ngày 22 tháng 8 năm 2012. Truy cập ngày 19 tháng 4 năm 2013.{{Chú thích web}}:  Quản lý CS1: bản lưu trữ là tiêu đề (liên kết)): "Instituted in 1878, this medal is awarded in recognition of any invention, research, publication or other contribution which has resulted in an important advance in the scientific or technological development of photography or imaging in the widest sense. This award also carries with it an Honorary Fellowship of The Society. [...] 1884 J M Eder [...]"